# Giovanni Colonna
Giovanni Colonna (n. cca. 1295, Roma - d. 3 iulie 1348, Avignon) a fost un cardinal romano-catolic în timpul papalității de la Avignon și a fost un descendent al celebrei familii Colonna, care a jucat un rol important în istoria Italiei.

## Biografie
Giovanni Colonna s-a născut la Roma în jurul anului 1295 iar fratele său, Giacomo, devenit un episcop.
El a fost numit cardinal de către Papa Ioan al XXII-lea în timpul Consistoriului din decembrie 1327 și i s-a acordat titlul de diacon de Sant'Angelo în Pescheria.
El a participat la conclavul papal din 1334, în care Papa Benedict al XII-lea a fost ales și cel din 1342, în care a fost ales Papa Clement al VI-lea. În timpul conclavului din 1342, el a fost șeful cardinalilor italieni care au dorit întoarcerea sediul papalității la Roma. În același an, 1342 a fost numit protopop al Bazilicii Sf. Ioan din Lateran. El a fost, de asemenea, canonic al Catedralei Bayeux în Franța și prevost al Catedralei Mainz din Germania.
A avut o educație bună, care a inclus, probabil, studii juridice. El l-a convins pe Papa Clement al VI-lea să trimită mai mulți călugări franciscani să predice Evanghelia în Armenia. A scris viața papilor de la Sfântul Petru la Bonifaciu al VIII-lea. El a fost un prieten apropiat al lui Petrarca, adeseori corespondând cu el. Teoreticianul muzicii flamande, Ludovicus Sanctus, care a fost, de asemenea, un bun prieten a lui Petrarca, a fost angajat de către el ca magister in musica.
Giovanni a murit în Avignon în data de 3 iulie 1348, de ciumă.